# Hernando de Ramírez y Sanchez
Hernando de Ramírez y Sánchez (1580 – 11 de abril de 1652) foi um prelado católico romano que serviu como bispo do Panamá (1641–1652).

## Biografia
Hernando de Ramírez y Sánchez nasceu em Arroyo de la Luz, Espanha e foi ordenado sacerdote na Ordem da Santíssima Trindade. A 1 de junho de 1641, o Papa Urbano VIII nomeou-o Bispo do Panamá. A 9 de fevereiro de 1642, foi consagrado bispo por Diego Castejón Fonseca, bispo emérito de Lugo, com Miguel Avellán, bispo auxiliar de Toledo, e Timoteo Pérez Vargas, arcebispo emérito de Ispahan, como co-consagradores. Serviu como Bispo do Panamá até à sua morte no dia 11 de abril de 1652.
Enquanto bispo, foi o consagrador principal de Alonso de Briceño, bispo da Nicarágua.